# Роберт Андерсон
Роберт Андерсон (англ. Robert Anderson; 14 червня 1805, Луїсвілл, Кентуккі — 26 жовтня 1871, Ніцца, Франція) — американський військовий діяч часів Громадянської війни.

## Ранні роки
Роберт Андерсон народився в Луїсвіллі, штат Кентуккі. Закінчив Військову Академію США Вест-Пойнт в 1825 році і став другим лейтенантом в 2-му полку артилерії армії США. Брав участь у війні Чорного яструба 1832, як полковник Іллінойських добровольців, де він двічі зустрічався з Авраамом Лінкольном.
Повернувся до регулярної армії як перший лейтенант у 1833 році, брав участь у Другій Семінольській війні як помічник генерал-ад'ютанта. В жовтні 1841 отримав звання капітана. В ході Американо-мексиканської війни, він був важко поранений в Моліно-дель-Рей, після чого отримав звання майора 5 жовтня 1857, переведений до 1-го полку артилерії армії США.

## Громадянська війна
Коли Південна Кароліна в грудні 1860 року вийшла зі складу США, майор Андерсон, був командиром армії Сполучених Штатів сил у Чарльстоні, Південна Кароліна. Без наказу, він переніс свій невеликий гарнізон з Форт Моултріє, який було неможливо обороняти, до більш сучасного, більш захищеного, форту Самтер в середині Чарльстонської гавані. У лютому 1861 Джефферсон Девіс, президент Конфедерації, наказав захопити форт. Артилерійським обстрілом командував Бригадний Генерал Борегард, який був товаришем Андерсона. Атака почалася 12 квітня 1861, і тривала до 14 квітня коли форт буз зданий армії Конфедерації. Битва розпочала Громадянську війну в США. Роберт Андерсон через дії на захист американської нації був зроблений національним героєм. Він одразу був підвищений до бригадного генерала, 15 травня 1861. Андерсон взяв з форту 33-зіркового прапор і з ним евакуювався до Нью-Йорку, де він брав участь у патріотичних мітингах.
Андерсон здійснив успішний вербування тур по півночі. Він був призначений, командиром Департаменту Камберленд, на державному кордоні. Він працював на цій посаді з 28 травня 1861 року. Згідно зі згадками, слабке здоров'я стало причиною його відмови від посади, 7 жовтня 1861 року.
У 1862 році Андерсон був обраний почесним членом Нью-Йоркського Товариства Цинциннаті. Племінник Андерсона, посол Ларс Андерсон, був дуже активним членом в суспільстві. Останнє призначення генерала Андерсона у його військовій кар'єрі було призначення командиром Форт Адамс у Ньюпорті, Род-Айленд, в серпні 1863 року. Андерсон офіційно звільнився з армії 27 жовтня 1863, і не повертався до подальшої активної служби.

## Життя після війни
Після капітуляції в Аппоматтоксі і завершені війни, Андерсон повернувся в Чарльстон в мундирі генерал-майора (отримав звання 3 лютого 1865 р.) і, через чотири роки після спуску 33-зіркового прапора на знак капітуляції, підняв його над фортом Самтер 14 квітня 1865, за кілька годин до вбивства Лінкольна.
У 1869 році він разом з генерал-майором Тайером створили Асоціацію випускників військової академії Вест-Поінт. Помер в 1877 році в Ніцці, Франція.